# LGBT al futbol

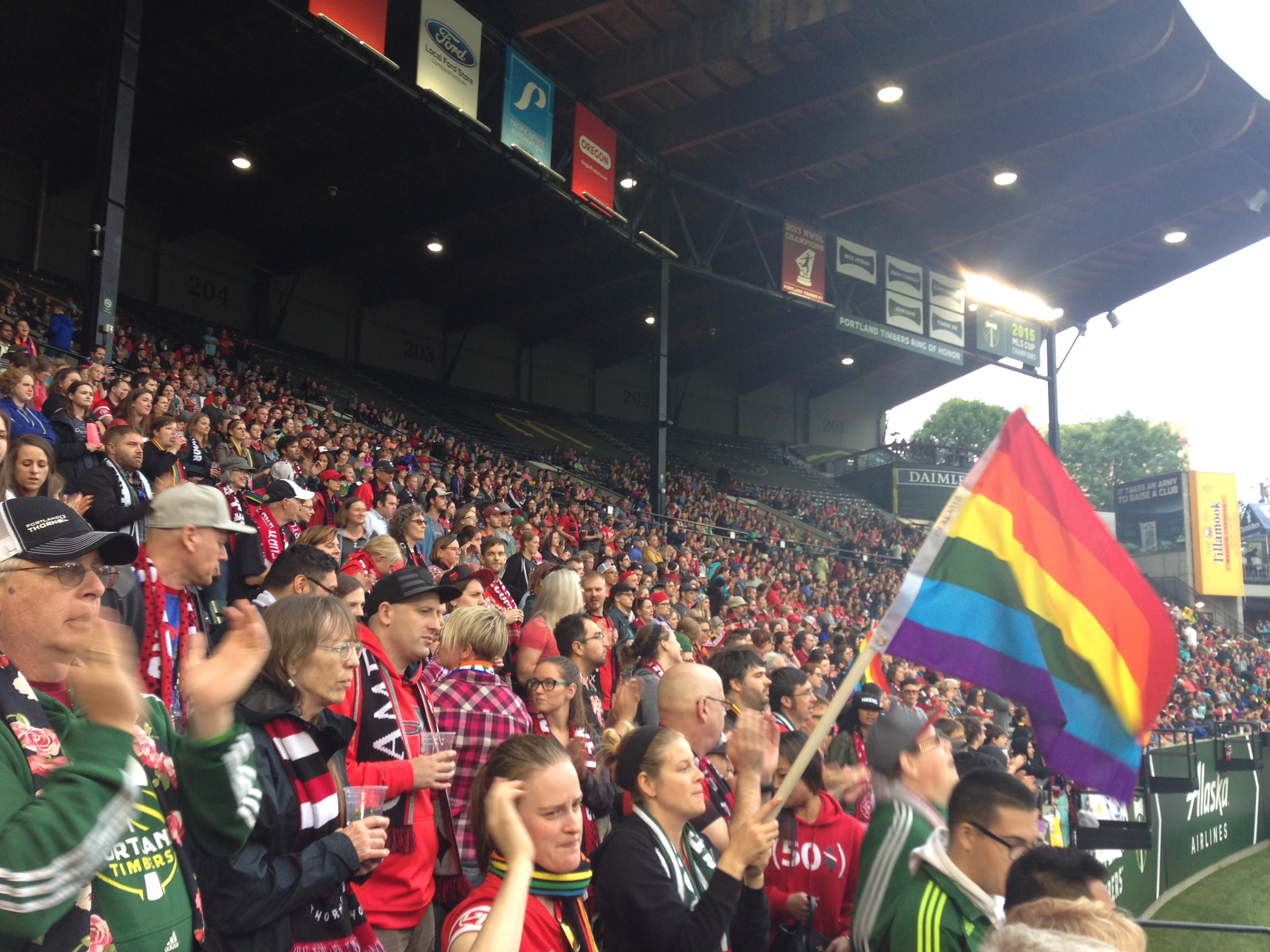
Una aficionada onejant una bandera LGBT durant un partit de futbol.

L'homosexualitat en el futbol professional, de la mateixa manera que en altres disciplines esportives, és un tema que històricament s'ha tractat com a tabú a l'interior dels clubs de futbol, tant dins dels equips com en l’àmbitit directiu, en un ambient predominantment masclista. Han estat habituals les situacions d'homofòbia en els estadis, amb càntics i crits ofensius i discriminatoris, emesos per l'afició o entre els mateixos jugadors adversaris i que fan referència a l'homosexualitat. Tanmateix, la FIFA, l'organisme que regula aquest esport a escala mundial, va elaborar una «guia de bones pràctiques» on prohibeix explícitament conductes que atemptin contra l'orientació sexual de les persones, incloent-se com a part del «joc net» en aquesta disciplina esportiva.

## Història

### Futbol masculí
Durant la Segona República Espanyola, Rafael Rodríguez Rapún (1912-1937), futbolista de l'equip juvenil de l'Atlètic de Madrid, actor de La Barraca i militar republicà mort al front de Cantàbria durant la guerra civil, fou parella del poeta Federico García Lorca.
L'any 1990, el futbolista anglès, Justin Fashanu, va ser el primer futbolista professional del món a sortir de l'armari. Des d'aquest fet, només un parell d'altres futbolistes professionals van fer el mateix. En molts casos, els esportistes fan pública la seva orientació sexual abans de retirar-se de la seva carrera futbolística o després d'haver penjat les botes.
L'any 1992, va ser creada la Associació Internacional de Futbol de Gais i Lesbianes, institució que reuneix a equips de futbol amb jugadors i jugadores homosexuals al voltant del món. Altres organitzacions internacionals, com la Federació Europea de l'Esport Gai i Lèsbic, inclouen al futbol dins de les seves competències.
El futbolista anglès, Troy Deeney, va assegurar a la premsa el juny de 2020 que "hi ha almenys un gai o bisexual en cada equip de futbol" i va revelar la preocupació que tenen aquests jugadors a revelar la seva orientació sexual o que siguin descoberts.
Durant la celebració de l'Eurocopa de futbol 2020 el capità de la selecció alemanya, Manuel Neuer, va lluir sense consentiment de la UEFA un braçalet amb els colors de la bandera LGBT. Com que mostrar simbologia "política" no està permès sense autorització prèvia va ser iniciada una investigació contra el jugador que va rebre moltes mostres de suport i la UEFA es va veure obligada a arxivar la causa. Durant la mateixa competició esportiva va produir-se una altra disputa. En aquest cas perquè l'ajuntament de Múnic va proposar il·luminar l'estadi Allianz Arena amb els colors de l'arc iris durant el partit entre Hongria i Alemanya per criticar l'aprovació de noves lleis homòfobes i trànsfobes per part del govern hongarès.

## Futbolistes professionals del col·lectiu LGTBI

### Futbol masculí
| Nom                 | País d'origen | Carrera   | Any de la sortida de l'armari | En actiu | Notes i referències                                                                                     |
| ------------------- | ------------- | --------- | ----------------------------- | -------- | --- |
| Heinz Bonn          | Alemanya      | 1970–1973 | 1991                          | No       | L'homosexualitat d'en Bonn només es va descobrir després del seu assassinat.                            |
| Olivier Rouyer      | França        | 1973–1990 | 2008                          | No       | [ 9 ]                                                                                                   |
| Justin Fashanu      | Anglaterra    | 1978–1997 | 1990                          | Sí       | [ 5 ]                                                                                                   |
| Marcus Urban        | Alemanya      | 1986–1991 | 2007                          | No       | |
| Thomas Berling      | Noruega       | 1999–2001 | 2001                          | Sí       | Una setmana després d'haver sortit de l'armari, abandonà la seva carrera per la homòfobia dins del Lyn. |
| Thomas Hitzlsperger | Alemanya      | 2001–2013 | 2014                          | No       | [ 11 ]                                                                                                  |
| David Testo         | Estats Units  | 2003–2011 | 2011                          | Sí       | Un any després de sortir de l'armari, cap club de fútbol el va voler fer cap oferta.                    |
| Robbie Rogers       | Estats Units  | 2005–2017 | 2013                          | Sí       | [ 13 ]                                                                                                  |
| Anton Hysén         | Suècia        | 2008–     | 2011                          | Sí       | [ 14 ]                                                                                                  |
| Thomas Beattie      | Anglaterra    | 2008–2015 | 2020                          | No       | [ 15 ]                                                                                                  |
| Liam Davis          | Anglaterra    | 2009–     | 2014                          | Sí       | [ 16 ]                                                                                                  |
| Phuti Lekoloane     | Sud-àfrica    | 2010–     | 2015                          | Sí       | [ 17 ]                                                                                                  |
| Andy Brennan        | Austràlia     | 2010–     | 2019                          | Sí       | [ 18 ]                                                                                                  |
| Collin Martin       | Estats Units  | 2013–     | 2018                          | Sí       | [ 19 ]                                                                                                  |
| Matt Pacifici       | Estats Units  | 2016      | 2019                          | No       | [ 20 ]                                                                                                  |
| Josh Cavallo        | Austràlia     | 2017–     | 2021                          | Sí       | [ 21 ]                                                                                                  |
| Jake Daniels        | Anglaterra    | 2022–     | 2022                          | Sí       | [ 22 ]                                                                                                  |
| Zander Murray       | Escòcia       | 2016–     | 2022                          | Sí       | [ 23 ] [ 24 ]                                                                                           |
| Jakub Jankto        | Txèquia       | 2015–     | 2023                          | Sí       | Esdevé el primer futbolista de la Lliga espanyola de futbol masculina que surt de l'armari.             |

### Futbol femení
| Nom                   | País d'origen        | Carrera   | Any de la sortida de l'armari | En actiu               | Notes i referències |
| --------------------- | -------------------- | --------- | ----------------------------- | ---------------------- | --- |
| Lily Parr             | Anglaterra           | 1919–1951 | ?                             | Sí                     | |
| Reine Feldt           | Suècia               | ?–1975    | 1986                          | No                     | Va ser una de les primeres víctimes que va morir de sida a Suècia. Molt pocs del seu entorn sabia que fos lesbiana.                                                        |
| Hope Powell           | Anglaterra           | 1978–1998 | ?                             | Sí (com a entrenadora) | |
| Carolina Morace       | Itàlia               | 1978–1998 | 2020                          | Sí (com a entrenadora) | [ 27 ] |
| Linda Medalen         | Noruega              | 1981-2006 | 1999                          | Sí                     | [ 28 ] |
| Anneli Andelén        | Suècia               | 1983-2000 | ?                             | Sí                     | [ 29 ] |
| Bente Nordby          | Noruega              | 1991-2009 | 2005                          | Sí                     | [ 30 ] |
| Casey Stoney          | Anglaterra           | 1994–2018 | 2014                          | Sí                     | [ 31 ] [ 32 ] |
| Nadine Angerer        | Alemanya             | 1995–     | 2010                          | Sí                     | [ 33 ] |
| Nilla Fischer         | Suècia               | 1998–     | 2013                          | Sí                     | [ 34 ] |
| Laura del Río         | Espanya              | 1998–2019 | ?                             | Sí                     | [ 35 ] |
| Marta Vieira da Silva | Brasil               | 2000–     | ?                             | Sí                     | |
| Ursula Holl           | Alemanya             | 2000–2011 | 2010                          | Sí                     | [ 36 ] |
| Maja Åström           | Suècia               | 2001–2012 | 2011                          | Sí                     | [ 37 ] |
| Jess Fishlock         | Gal·les              | 2002–     | ?                             | Sí                     | [ 38 ] |
| Cristiane Rozeira     | Brasil               | 2003–     | ?                             | Sí                     | [ 39 ] |
| Jade Boho             | Guinea Equatorial    | 2003–     | 2020                          | Sí                     | [ 40 ] |
| Jaiyah Saelua         | Samoa Nord-americana | 2004–     | 2015                          | Sí                     | S'identifica com a fa'afafine (tercer gènere a Samoa) És la primera persona obertament no binària i trans que competeix en una eliminatòria de la Copa Mundial de la FIFA. |
| Rocío Hernández       | Puerto Rico          | 2005–2011 | 2016                          | No                     | [ 44 ] |
| Viktoria Schnaderbeck | Àustria              | 2005–     | ?                             | Sí                     | [ 45 ] |
| Ali Krieger           | Estats Units         | 2005–     | 2019                          | Sí                     | [ 46 ] |
| Lisa Dahlkvist        | Suècia               | 2005–     | 2008                          | Sí                     | [ 47 ] |
| Ana Romero            | Espanya              | 2005–2020 | ?                             | Sí                     | [ 48 ] |
| Debinha Miri          | Brasil               | 2006–     | ?                             | Sí                     | |
| Ramona Bachmann       | Suïssa               | 2006–     | 2015                          | Sí                     | [ 49 ] [ 50 ] |
| Victòria Losada       | Catalunya            | 2006–     | ?                             | Sí                     | [ 51 ] |
| Melanie Serrano       | Espanya              | 2006–     | ?                             | Sí                     | [ 52 ] |
| Pernille Harder       | Dinamarca            | 2006–     | 2019                          | Sí                     | [ 53 ] |
| Yoreli Rincón         | Colòmbia             | 2006–     | ?                             | Sí                     | [ 54 ] |
| Ruesha Littlejohn     | Irlanda              | 2006–     | 2019                          | Sí                     | [ 55 ] |
| María Alharilla       | Espanya              | 2007–     | ?                             | Sí                     | [ 56 ] |
| Amy Turner            | Anglaterra           | 2007–     | ?                             | Sí                     | [ 57 ] |
| Eudy Simelane         | Sud-àfrica           | ?–2008    | ?                             | Sí                     | [ 58 ] |
| Bárbara               | Brasil               | 2008–     | ?                             | Sí                     | |
| Lola Gallardo         | Espanya              | 2008–     | 2017                          | Sí                     | [ 59 ] |
| Magdalena Eriksson    | Suècia               | 2008–     | 2019                          | Sí                     | [ 53 ] |
| Christiane Endler     | Xile                 | 2008–     | ?                             | Sí                     | [ 60 ] |
| Sam Kerr              | Austràlia            | 2008–     | ?                             | Sí                     | [ 61 ] |
| Michelle Heyman       | Austràlia            | 2008–     | ?                             | Sí                     | [ 62 ] |
| Irene Paredes         | País Basc            | 2008–     | ?                             | Sí                     | [ 63 ] |
| Toni Pressley         | Estats Units         | 2008–     | ?                             | Sí                     | [ 64 ] |
| Mapi León             | Espanya              | 2009–     | 2018                          | Sí                     | [ 65 ] |
| Ashlyn Harris         | Estats Units         | 2009–     | 2019                          | Sí                     | [ 46 ] |
| María José Rojas      | Xile                 | 2009–     | ?                             | Sí                     | [ 66 ] |
| Sarah Puntigam        | Àustria              | 2009–     | ?                             | Sí                     | [ 45 ] |
| Merel van Dongen      | Països Baixos        | 2010–     | ?                             | Sí                     | [ 48 ] |
| Angharad James        | Gal·les              | 2010–     | ?                             | Sí                     | [ 57 ] |
| Katie McCabe          | Irlanda              | 2010–     | 2019                          | Sí                     | [ 55 ] |
| Chloe Logarzo         | Austràlia            | 2011–     | ?                             | Sí                     | [ 62 ] |
| Li Ying               | R.P. de la Xina      | 2012–     | 2021                          | Sí                     | [ 67 ] |
| Barbora Votíková      | Txèquia              | 2013–     | 2019                          | Sí                     | [ 68 ] |
| Carmen Menayo         | Espanya              | 2014–     | 2017                          | Sí                     | [ 59 ] |
| Fernanda Pinilla      | Xile                 | 2014–     | 2018                          | Sí                     | [ 69 ] |
| Jaylis Oliveros       | Veneçuela            | 2014–     | ?                             | Sí                     | [ 54 ] |
| Ruth Álvarez          | Illes Balears        | 2015–     | ?                             | Sí                     | |
| Teresa Abelleira      | Galícia              | 2016–     | 2019                          | Sí                     | [ 70 ] |
| Alisha Lehmann        | Suïssa               | 2016–     | 2019                          | Sí                     | [ 49 ] |
| Dessi Dupuy           | Bulgària             | 2016–     | ?                             | Sí                     | |
| Lorena Benítez        | Argentina            | 2016–     | ?                             | Sí                     | [ 71 ] |
| Megan Harris          | Anglaterra           | ?         | 2014                          | Sí                     | [ 5 ] [ 31 ] |
| Tomo Matsukawa        | Japó                 | ?         | ?                             | Sí                     | |
| Patricia Curbelo      | Espanya              | ?         | 2019                          | Sí                     | [ 70 ] |

## Àrbitres professionals del col·lectiu LGTBI
| Nom                            | País d'origen | Any de la sortida de l'armari | Notes i referències |
| ------------------------------ | ------------- | ----------------------------- | ------------------- |
| Jorge José Emiliano dos Santos | Brasil        | 1988                          | [ 72 ]              |
| Halil İbrahim Dinçdağ          | Turquia       | 2009 (forçada)                | [ 73 ]              |
| Jesús Tomillero Benavente      | Espanya       | 2015                          | [ 74 ]              |
| Ryan Atkin                     | Anglaterra    | 2019                          | [ 75 ]              |
| Tom Harald Hagen               | Noruega       | 2020                          | [ 76 ]              |